# Hälsinge Akademi

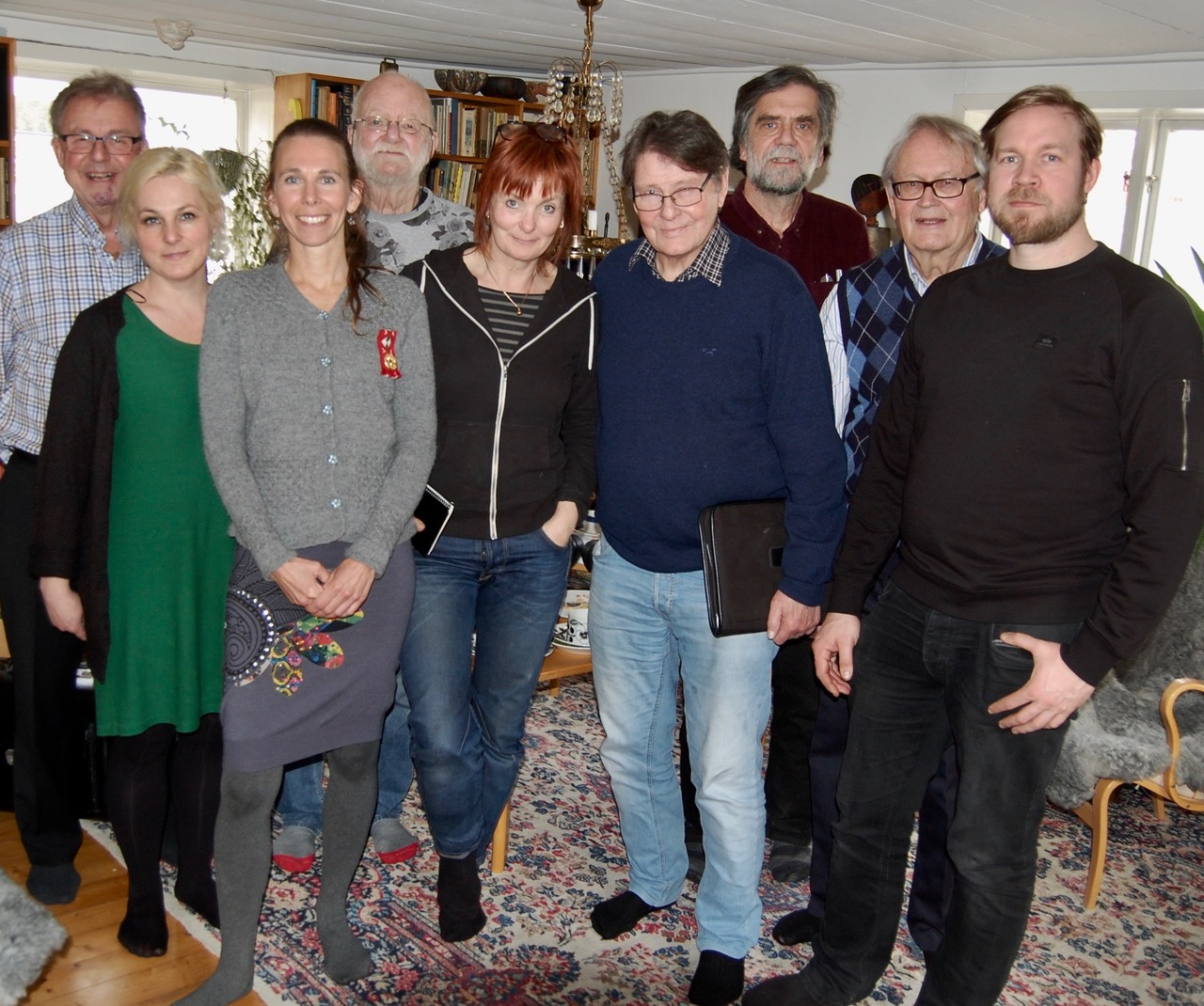
Hälsinge Akademis ledamöter 2017. Från vänster Leif Edling (revisor), Helena Brusell, Ann-Caroline Breig, Ola Granath, Gunilla Kindstrand, Claes Sundelin, Jens Ahlbom, Jonas Sima, Thomas von Wachenfeldt. Saknas: Björn Ståbi och Lars Ilshammar

Hälsinge Akademi bildades den 13 juli 1988 av några av Hälsinglands ledande kulturarbetare inom konst och litteratur, författaren Sven O. Bergkvist, journalisten, filmaren och författaren Jonas Sima, journalisten och författaren Anderz Harning samt konstnären och poeten Bisse Thofelt, i syfte att "främja och stödja den genuina kulturen och äkta konsten i det vidunderliga hälsingelandet."  Akademien har tio medlemmar och mottot "Att främja". Hövding (ordförande) är för närvarande professor Claes Sundelin.

## Verksamhet
Hälsinge Akademi delar varje år ut ett kulturstipendium, vilket brukar tilldelas yngre kulturutövare och en medalj, som tilldelas äldre personer som gjort betydande insats inom kulturen i landskapet. Akademien arrangerar bland annat debatter, kulturseminarier och spektakel, litteratur- och poesimöten, utställningar samt ger ut böcker. Bland tidigare ledamöter märks författaren Karl Rune Nordkvist, konstnären Mårten Andersson, riksspelmännen Walter Ramsby, Wille Grindsäter och Bengan Janson, dokumentärfilmaren och TV-producenten Olle Häger, keramikern Lena Andersson, författaren Thomas Tidholm, fotografen Nina Östman, skådespelaren och regissören Peter Stormare, författaren Sven Viksten samt riksspelmannen och konstnären Björn Ståbi.

## Ledamöter
För närvarande (2021) är följande personer ledamöter av Hälsinge Akademi:
- Jens Ahlbom, konstnär, serietecknare, bokillustratör och barnbokförfattare.
- Lars Nylander, konsthistoriker och antikvarie
- Lars Ilshammar, historiker och biträdande riksbibliotekarie
- Gunilla Kindstrand, kulturjournalist och chefredaktör (hövding 2004-2012)
- Jonas Sima, journalist och filmare, författare (skrivare)
- Claes Sundelin, professor emer., barnläkare och målare (hövding 2012-2020)
- Thomas von Wachenfeldt, riksspelman, tonsättare och musikforskare (hövding sedan 2020)

## Böcker utgivna av Hälsinge Akademi
- Hemma i Hälsingland (1991), red. Jonas Sima
- Min bild av Hälsingland: en ny kärleksförklaring (1993), red. Olle Häger
- Dra åt Hälsingland: vägen till våra vattenhål, hemliga hus, smultronställen och andra populära platser (1998), red. Jonas Sima
- Här är platsen: hemskheter och härligheter i Hälsingland (2006), red. Jonas Sima
- Kalas-praktika (2009), red. Gunilla Kindstrand
- Hälsingeliv: nya hemligheter, hemskheter och härligheter (2014), red. Jonas Sima och Claes Sundelin
- Hans Viksten: drömgångaren (2016), red. Jonas Sima

### Andra regionala akademier i Sverige
- Hallands akademi
- Norrbottensakademien
- Skaraborgs Akademi
- Skånska Akademien
- Smålands akademi
- Värmländska Akademien